# 愛吃拉麵的小泉同學
《愛吃拉麵的小泉同學》是由日本漫畫家鳴見奈留創作、連載於竹書房漫畫雜誌《漫畫人生STORIA》的正宗拉麵漫畫，台灣中文版由台灣角川代理。2016年4月授權布卡漫畫發行簡體中文電子漫畫版，截止2023年7月，单行本累计销量300万本。
改編真人電視劇2015年6月至7月播映。之後改編電視動畫於2018年1月至3月播映，中國大陸與台灣分別由bilibili與巴哈姆特動畫瘋同步播出。

## 故事簡介
女高中生大澤悠的班上，來了一位個性冷酷寡言且神祕、不願與他人打交道的神祕轉學生小泉。大澤無意中發現，小泉竟然是每天尋訪美味拉麵的拉麵達人。關於拉麵美食的美味喜劇故事就此展開。

## 登場人物

### 主要角色
小泉（配音：竹達彩奈，演出：早見朱莉（第一季）、櫻田日和（第二季））
愛吃拉麵的女高中生，名字不明。有著不是金色而是鹼水的黃色的波浪長髮的美少女。對拉麵以外的事毫無興趣，又因為不吃其它食物的想法，所以沒有朋友。在故事開始之前，就轉學到和潤她們同一間學校。對於拉麵相關知識的堅持是不容許有其他的追隨者，突然去目的地吃當地拉麵的行動力和執著心都很高。不擅長辣味的拉麵，但仍會品嚐。身材看起來很瘦，卻是一個大胃王。因為某個原因，一度需要補考，但基本上成績還是很優秀的。精通德語的理由不明。討厭悠的跟蹤狂行為。
大澤悠（配音：佐倉綾音，演出：美山加戀（第一季）、井頭愛海（第二季））
本故事的叙述者。小泉的同班同學，美沙和潤的好友。激進的藍紫色短髮少女。喜歡可愛的女孩子，因此對小泉異常的執著，甚至近乎病娇。搭乘新幹線時在名古屋站停車之際看到小泉，她不考慮後果而行動去找小泉，結果幾乎身無分文的她在陌生的土地上迷路，還好在吃拉麵的時候遇到小泉而獲得小泉的援助，因此她得知自己是最後一個知道小泉的聯絡方式而受到打擊。家中有一位上大學的哥哥，和哥哥感情很好。因為雙親都有工作的影響，對料理很在行。小泉曾嚐過她做的家庭風味拉麵。
中村美沙（配音：鬼頭明里，演出：古畑星夏（第一季）、田鍋梨梨花（第二季））
小泉的同班同學，悠和潤的好友。特徵是留紫紅色雙馬尾，身材矮小，因為太受歡迎無法讓男友安心，於是連手都沒牽就被男友甩了；第一季真人版則是男友跟美沙說他已經有喜歡的人，導致她一氣之下打了男友一巴掌，第二季則與漫畫版無異。是極度辛辣的愛好者。喜歡喝珍珠奶茶。對於美容的知識淵博。家中有一位弟弟建太。電視劇版本2019年特別篇未登場。
高橋潤（配音：原由實，演出：田中美丽（第一季）、井本彩花（第二季））
小泉的同班同學，悠和美沙的好友，綠色長髮的眼鏡娘。因為擔任班長，所以大家都以「班長」來稱呼她。是位考試成績都在全年級前幾名的才女。以眼鏡會起霧為由說自己不擅長吃熱的麵類，第一季真人版（特別篇）則是因為父親太愛吃拉麵而對拉麵產生厭惡感。電視劇版本在2016年特別篇初次登場。

### 次要角色
大澤修（配音：中村悠一、三宅麻理惠（小孩））
悠的哥哥，大學二年級生。在新宿的居酒屋打工，深夜輪班後的早上在回家的途中遇見過小泉。
中村建太（配音：小平有希）
美沙的弟弟，中學生，在拉麵店遇見過小泉一次。
大澤絢音（配音：植田佳奈，演出：夏菜）
悠與修的堂姊。25歲。住在大阪，之后由于工作原因辞掉工作，经亲戚介绍去东京工作，出发前一天偶遇来大阪吃拉面的小泉相识，并第二天一同一整天吃拉面，小泉在收到絢音给的联系方式时才知道与悠的关系。電視劇版本在2019年特別篇初次登場。
小川乃愛（演出：木崎由里亞）
北海道來的轉學生。電視劇版本在2019年特別篇初次登場。

## 出版書籍
| 冊數 | 竹書房         | 竹書房                 | 台灣角川       | 台灣角川               |
| 冊數 | 發售日期       | ISBN                   | 發售日期       | ISBN                   |
| ---- | -------------- | ---------------------- | -------------- | ---------------------- |
| 1    | 2014年10月7日  | ISBN 978-4-8124-8798-3 | 2016年3月24日  | ISBN 978-986-473-007-0 |
| 2    | 2015年2月14日  | ISBN 978-4-8019-5084-9 | 2016年7月13日  | ISBN 978-986-473-186-2 |
| 3    | 2015年10月7日  | ISBN 978-4-8019-5361-1 | 2016年8月29日  | ISBN 978-986-473-268-5 |
| 4    | 2016年6月17日  | ISBN 978-4-8019-5559-2 | 2017年5月11日  | ISBN 978-986-473-688-1 |
| 5    | 2017年3月30日  | ISBN 978-4-8019-5797-8 | 2017年10月5日  | ISBN 978-986-473-931-8 |
| 6    | 2018年1月30日  | ISBN 978-4-8019-6166-1 | 2020年6月24日  | ISBN 978-957-743-780-8 |
| 7    | 2018年11月30日 | ISBN 978-4-8019-6453-2 | 2021年6月15日  | ISBN 978-986-524-527-6 |
| 8    | 2019年9月30日  | ISBN 978-4-8019-6752-6 | 2021年6月15日  | ISBN 978-986-524-528-3 |
| 9    | 2020年8月28日  | ISBN 978-4-8019-7041-0 | 2022年10月20日 | ISBN 978-626-321-858-1 |
| 10   | 2021年9月30日  | ISBN 978-4-8019-7418-0 | 2022年10月20日 | ISBN 978-626-321-859-8 |
| 11   | 2023年7月11日  | ISBN 978-4-8019-8090-7 |                |                        |

## 電視劇
2015年6月27日開始至7月18日，每週六23時40分－24時05分，由富士電視網的「六劇」播放。此節目的協力贊助是樂天mobile，和播放協力製作廣告（資訊型廣告）。
2016新春SP則是於2016年1月4日23時30分－24時30分放送，同年12月30日24時35分至25時35分放送2016年年末SP。2019年4月5日24時00分至25時10分放送2019春SP。
新作《愛吃拉麵的小泉同學 二代目！》於2020年3月27日以完全重新設計的演員陣容播出。根據富士電視台的編成企畫的赤池洋文和演員早見朱莉提出要從小泉的角色畢業，而小泉由櫻田日和代替早見朱莉出演。此外，據說早見朱莉也會出現在一些角色中，除了早見朱莉之外的三位前主要演員也將出現。

### 演出人員
| 角色     | 演員                                                            |
| -------- | --------------------------------------------------------------- |
| 小泉     | 早見朱莉（直到2019春SP為止）/ 櫻田日和（二代目）                |
| 大澤悠   | 美山加戀（直到2019春SP為止）/ 井頭愛海（二代目）                |
| 中村美沙 | 古畑星夏（直到2019春SP為止）/ 田鍋梨梨花（二代目）              |
| 高橋潤   | 田中美麗（SUPER☆GiRLS）（直到2019春SP為止）/ 井本彩花（二代目） |
| 尾道     | 小野豐                                                          |
| 荻窪     | 田中英樹                                                        |
| 喜多方   | 村松利史                                                        |

### 2016新春SP演出人員
| 角色       | 演員     |
| ---------- | -------- |
| 鳴門光圀   | 成田凌   |
| 煮干山薰子 | 中田青渚 |
| 蓮華川小麦 | 加藤果林 |

### 2019春SP演出人員
| 角色     | 演員               |
| -------- | ------------------ |
| 小川乃愛 | 木崎由里亞         |
| 大澤絢音 | 夏菜               |
| 長島     | 長嶋一茂           |
| 白河     | 小宮浩信（三四郎） |

### 二代目演出人員
| 角色                  | 演員                                        |
| --------------------- | ------------------------------------------- |
| 擔任教師              | 大貫勇輔                                    |
| Denny's的客人         | 寺門義人                                    |
| 饗黑色㐂的客人        | 駒場孝、内海崇（ミルクボーイ）              |
| Denny's的帶孩子的客人 | 久馬步                                      |
| 同學                  | 小日向流季                                  |
| 大泉                  | 早見朱莉                                    |
| 大泉的朋友            | 美山加戀、古畑星夏、田中美麗（SUPER☆GiRLS） |
| 謎之女性              | 淺野優子                                    |

### 音樂
- 主題曲《愛吃拉麵的小泉同學之歌》[33]

主唱：Kobushi Factory，作詞：淳君、作曲：射亂Q，編曲：DANCE☆MAN／Zetima發行

### 收視率

#### 富士電視台首播平均收視率
| 集數                                                     | 播放日期       | 日文副標題 | 中文副標題 | 劇本              | 導演            | 平均收視率 | 備註 |
| 第1集                                                    | 2015年6月27日  |            | 二郎       | 久馬步 阿相久美子 | 松木創 池邊安智 | 4.7%       |      |
| 第2集                                                    | 2015年7月4日   |            | 北極       | 久馬步 阿相久美子 | 松木創 池邊安智 | 8.2%       |      |
| 第3集                                                    | 2015年7月11日  |            | 排隊       | 久馬步 阿相久美子 | 松木創 池邊安智 | 4.3%       |      |
| 第4集                                                    | 2015年7月18日  |            | 轉校       | 久馬步 阿相久美子 | 松木創 池邊安智 | 4.5%       |      |
| 平均收視率 5.43%（收視率由Video Research於關東地區統計） |                |            |            |                   |                 |            |      |
| 特別篇                                                   | 2016年1月4日   | 2016新春SP | 2016新春SP | 久馬步 阿相久美子 | 松木創          | 4.2%       |      |
| 特別篇                                                   | 2016年12月30日 | 2016年末SP | 2016年末SP | 久馬步            | 松木創          |            |      |
| 特別篇                                                   | 2019年4月5日   | 2019年春SP | 2019年春SP | 久馬步 阿相久美子 | 松木創          |            |      |
| 特別篇                                                   | 2020年3月27日  | 二代目     | 二代目     | 久馬步 阿相久美子 | 松木創          |            |      |

### 各集出現的拉麵店
| 集數       | 原文店名 | 中文店名 |
| ---------- | --- | --- |
| 第1碗      | | 金色不如歸 二郎拉麵店 八王子野猿街道店2 |
| 第2碗      | | 堀內拉麵 新橋店 中本蒙古湯麵店 目黒店 |
| 第3碗      | | 菠蘿拉麵店 鳳鳳鳳鳳菠蘿 Japanese Soba Noodles 蔦 |
| 第4碗      | | 天下一品 高圓寺店 空之色 |
| 2016新春SP | | 鎧屋 麺屋 花火 新宿店 一条流寬拉麵 總本家 麺屋 七彩 八丁堀店 麺劇場 玄瑛 六本木店 藥膳拉麵 龍 萬福                                                     |
| 2016年末SP | | 新橫濱拉麵博物館 （支那蕎麥麵店、無垢 -muku- 第二） 製麵rabo 創作麵工房 鳴龍 ～NAKIRYU～ 拉麵 山口 真鯛拉麵 麵魚 拉麵 厚木家 拉麵 巖哲 中華蕎麥麵 弁天 |
| 2019春SP   | SOBA HOUSE 金色不如帰 新宿御苑本店 中華蕎麦にし乃 福寿 すみれ 横浜店 麺や 河野 銀座 八五 なんでんかんでん 中華蕎麦 とみ田 松戸富田麺絆 | SOBA HOUSE 金色不如歸 新宿御苑本店 中華蕎麥麵西野 福壽 紫羅蘭 橫濱店 麵條 河野 銀座 八五 為什麼感電 中華蕎麥 富田 松戶富田麵絆                         |
| 二代目     | 自家製麺NO.11 ラーメン 巌哲 灼味噌らーめん 八堂八 饗 くろ㐂 Denny's すごい煮干ラーメン凪 カラシビ味噌らー麺 鬼金棒 荻窪中華そば春木屋  | 自家製麵NO.11 拉麵 巖哲 灼味噌拉麵 八堂八 饗 黑色㐂 Denny's 厲害的煮干拉麵凪 辣麻味噌拉麵 鬼金棒 荻窪中華蕎麥麵春木屋                                  |

## 電視動畫

### 製作人員
- 原作：鳴見奈留「愛吃拉麵的小泉同學」（竹書房刊）
- 監督：瀨藤健嗣（日语：瀬藤健嗣）
- 系列構成：高橋龍也（日语：高橋龍也）
- 劇本：高橋龍也、浦畑達彥、關根明子
- 角色設計：谷拓也
- 總作畫監督：谷拓也、櫻井正明
- 美術監督：若林里紗（Atlier Platz）
- 色彩設計：松山愛子
- 攝影監督：淺黃康浩
- 編輯：三島章紀
- 音響監督：本山哲（日语：本山哲 (音響監督)）
- 音響製作：Grooove
- 音樂：田中貴、細野真一
- 音樂監製：Flying DOG
- 選角監製：谷村誠
- 影像編輯：IMAGICA
- 動畫製作：Studio五組、AXsiZ
- 製作：「愛吃拉麵的小泉同學」製作委員會

### 主題曲
片頭曲「FEELING AROUND」
作詞、作曲：三原康司，編曲：田中裕介、立崎優介、近藤隆史／Horn編曲：田中裕介、武嶋聰，主唱：鈴木實里
片尾曲「LOVE MEN HOLIC」
作詞、主唱：西澤幸奏，作曲、編曲：WEST GROUND

### 各話列表
| 話數     | 日文標題 | 中文標題                             | 劇本       | 分鏡            | 演出     | 作畫監督                                                                                              | 總作畫監督             |
| -------- | -------- | ------------------------------------ | ---------- | --------------- | -------- | --- | ---------------------- |
| 第一碗   |          | 加菜多加蒜馬油濃厚                   | 高橋龍也   | 瀨藤健嗣        | 瀨藤健嗣 | 小關雅、高橋成之                                                                                      | 谷拓也                 |
| 第二碗   |          | 北極小小小小小泉同學                 | 高橋龍也   | 小野學          | 藏本穗高 | 西田美彌子、小橋陽介 服部益實                                                                         | 谷拓也 櫻井正明        |
| 第三碗   |          | 細麵味集中座位速食麵                 | 高橋龍也   | 小野學          | 中村近世 | 門智昭                                                                                                | 谷拓也                 |
| 第四碗   |          | 西餐廳赤or白便利商店                 | 浦畑達彥   | 瀨藤健嗣        | 村田尚樹 | 山村俊了、服部益實                                                                                    | 櫻井正明               |
| 第五碗   |          | 番茄拉麵眼蟲藻隊伍                   | 浦畑達彥   | 小野學          | 藏本穗高 | 小海雄司、高橋成之                                                                                    | 谷拓也 小關雅          |
| 第六碗   |          | 早晨拉麵冷麵博物館                   | 浦畑達彥   | 小野學          | 間島崇寬 | 小關雅、大高雄太 飯飼一幸                                                                             | 谷拓也 櫻井正明 小關雅 |
| 第七碗   |          | 全國                                 | 高橋龍也   | 田所修          | 村田尚樹 | 山村俊了、服部益實 高橋成之、小橋陽介 一之瀨結梨、大庭小枝                                            | 谷拓也 小關雅          |
| 第八碗   |          | 當地袋裝麵家系                       | 關根亞由美 | 大嶋博之        | 藏本穗高 | 小海雄司、高橋成之 小關雅                                                                             | 谷拓也 櫻井正明 小關雅 |
| 第九碗   |          | 山豚野郎背脂                         | 浦畑達彥   | 小野學          | 粟井重記 | 粟井重記、大河原晴男                                                                                  | 小關雅 谷拓也          |
| 第十碗   |          | 味道不明的拉麵回轉拉麵接受挑戰中！！ | 關根亞由美 | 小野學          | 村田尚樹 | 大庭小枝、石田啟一 大高雄太、小關雅 小橋陽介、片岡英之 中田知里、山本正嗣 坂口蒼星、大西陽一 服部憲知 | 谷拓也 櫻井正明        |
| 第十一碗 |          | 美味拉麵大阪                         | 高橋龍也   | 小野學 瀨藤健嗣 | 所俊克   | 門智昭、森田實 大橋勇吾、成松義人 St.Massket                                                          | 小關雅 谷拓也          |
| 第十二碗 |          | 名古屋再會                           | 高橋龍也   | 瀨藤健嗣 小野學 | 藏本穗高 | 谷拓也、小關雅 高橋成之、山村俊了                                                                     | 谷拓也 小關雅 櫻井正明 |

### 播放電視台
日本深夜動畫：下文記載的日本国内播放時間使用日本標準時間（UTC+9）表示。因為部分時間标识會採用30小时制，因此請留意这类超过24:00的时间，其實際播放時間為翌日清晨。
| 播放送日期            | 播放時間（UTC+9）         | 播放電視台 | 播放區域   | 備註                           |
| --------------------- | ------------------------- | ---------- | ---------- | ------------------------------ |
| 2018年1月4日－3月22日 | 星期四 20時00分－20時30分 | AT-X       | 日本全國   | 製作參加／CS放送／有重播       |
|                       | 星期四 22時00分－22時30分 | TOKYO MX1  | 東京都     | 製作參加／作者的出身地／有重播 |
|                       | 星期四 22時05分－22時35分 | TOKYO MX2  | 東京都     | 製作參加／作者的出身地         |
|                       | 星期四 25時00分－25時30分 | BS11       | 日本全國   | BS放送／『ANIME+節目』         |
| 2018年1月6日－3月24日 | 星期六 26時38分－27時08分 | MBS        | 近畿廣域圏 | 『Anime Shower』第2部          |

| 刊登期間               | 刊登時間                  | 刊登網站 |
| ---------------------- | ------------------------- | --- |
| 2018年1月5日－3月23日  | 星期五 12時00分 更新      | d動畫商城 dTV （ 日语 ： dTV (NTTドコモ)） |
|                        | 星期五 23時30分－24時00分 | AbemaTV 新作TV動畫頻道 |
| 2018年1月8日－3月26日  | 星期一 12時00分 更新      | MBS動畫ISM／MBS動畫ISM 444 （ 日语 ： MBS動画イズム） 萬代頻道 Rakuten TV （ 日语 ： Rakuten TV） 光TV （ 日语 ： ひかりTV） U-NEXT Anime放題 （ 日语 ： アニメ放題） GYAO！ （ 日语 ： GYAO!） GYAO！商城 （ 日语 ： GYAO!） Video Market niconico頻道 Movie Full HAPPY！動畫 |
| 2018年1月10日－3月28日 | 星期二 24時00分 更新      | J:COM On-Demand MegaPack |
| 2018年1月11日－3月29日 | 星期三 24時00分 更新      | PlayStation Video |
| 2018年1月18日－4月5日  |                           | TSUTAYA TV |

### BD/DVD
| 卷   | 發行日期      | 收錄話數      | 規格編號 | 規格編號      |
| 卷   | 發行日期      | 收錄話數      | BD       | DVD           |
| ---- | ------------- | ------------- | -------- | ------------- |
| 上卷 | 2018年3月28日 | 第1話－第6話  | VTXF-95  | VTBF-201～203 |
| 下卷 | 2018年5月30日 | 第7話－第12話 | VTXF-96  | VTBF-204～206 |

## 電子遊戲
由Avex Pictures製作的手機遊戲《愛吃拉麵的小泉同學「滿腹真心美饌」》在2017年12月13日於Android和iOS上架，於2019年9月24日結束營運。

## 外部連結
- 愛吃拉麵的小泉同學 漫畫試看 （页面存档备份，存于） （日語）
- 電視劇「愛吃拉麵的小泉同學」官方的X（前Twitter） （日語）
- 電視動畫「愛吃拉麵的小泉同學」官方網站 （页面存档备份，存于） （日語）
- 電視動畫「愛吃拉麵的小泉同學」官方的X（前Twitter） （日語）
- （日語）
- 遊戲「愛吃拉麵的小泉同學」官方網站 （页面存档备份，存于） （日語）
- YouTube上的「愛吃拉麵的小泉同學」製作委員會頻道 （日語）

### 真人電視劇
- 共同電視官方網站：第一季 （页面存档备份，存于）、第二季2022特別篇 （页面存档备份，存于） （日語）
- 富士電視官方網站：（日語）

- 第一季 （页面存档备份，存于）
- 第二季 （页面存档备份，存于）